# Abax substriatus
Abax substriatus är en skalbaggsart som beskrevs av Leconte 1848. Abax substriatus ingår i släktet Abax och familjen jordlöpare. Inga underarter finns listade i Catalogue of Life.